# Postgeschichte und Briefmarken von Äquatorialguinea
Das kleine Land Äquatorialguinea am Golf von Guinea in Zentralafrika hat eine wechselhafte Geschichte, die seine Briefmarken aus der Zeit als spanische Kolonie, in der Zeit der autokratischen Selbständigkeit und seit der Unabhängigkeit belegen.

## Lage

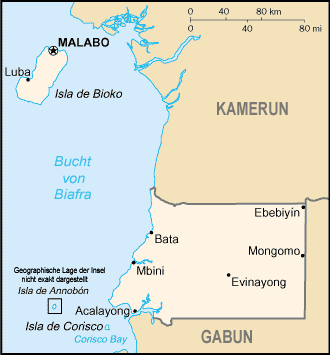
Karte von Äquatorialguinea

Äquatorialguinea liegt südlich von Kamerun und nördlich von Gabun am Golf von Guinea. Zum Staatsgebiet gehören einige Inseln im Atlantik. Die größte, bedeutendste und nördlichste ist Bioko. Annobón ist die zweitgrößte und liegt noch südlich von Sao Tomé e Principe, einem unabhängigen Inselstaat. Weiter gehört die kleine Insel Corisco unweit der Küste im Süden zu Äquatorialguinea. Noch kleiner sind die große und die kleine Insel Elobey in der Mündung des Flusses Riu Muni, der für die Erschließung des Festlandes eine große Rolle spielte. Das Festland macht den größten Teil der ca. 28.000 km² Fläche dieses Landes aus.

## Geschichte
Die Region wurde um 1500 von portugiesischen Seefahrern unter Führung von Fernão do Pó entdeckt. Ausgangspunkt war die Insel Bioko, die zunächst nach ihrem Entdecker Fernão do Pó benannt wurde und erst 1779 ihren heutigen Namen Bioko erhielt.
1778 übergab Portugal die Region mit Ausnahme der Insel Sao Tomé e Principe an Spanien, das damit seine südlichste Kolonie in Afrika erhielt.
Erst nach dem Zweiten Weltkrieg gab Spanien auf Drängen der Vereinten Nationen der Region mehr Eigenverantwortung, die am 12. Oktober 1968 in der Unabhängigkeit und der Gründung des Staates República de Guinea Ecuatorial endete. Erster Präsident wurde Francisco Macías Nguema, der in schwierigen Zeiten, als im benachbarten Nigeria der Biafra-Krieg stattfand, ein autokratisches Präsidialsystem einrichtete. Der neue Staat entwickelte enge Beziehungen zu Kuba und der Sowjetunion und nannte sich ab 1973 Volksrepublik. 1979 wurde Macias nach einem Militärputsch verurteilt und hingerichtet. Sein Nachfolger wurde Teodoro Obiang Nguema  Mbasogo, ein Verwandter Macias. Obiang regiert das Land bis heute etwas weniger autokratisch als Macias. Ab 1990 erzielt das Land durch die Ausbeutung von Erdölvorkommen höhere Einkünfte, was zu einem Anstieg des Wohlstands führte.

## Postgebiete

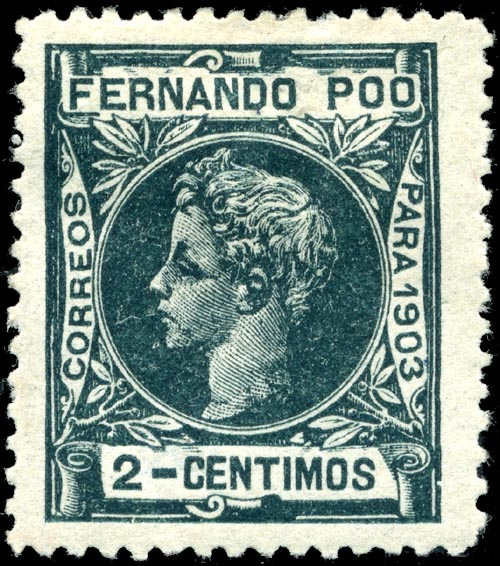
Briefmarke für die Insel Fernando Poo von 1903

Zur Zeit der spanischen Kolonialherrschaft wurde ein Postdienst aufgebaut und die ersten Briefmarken herausgegeben. Ausgangspunkt war die Insel Fernando Poo, auf der vor 1868 die Marken der spanischen Antillen verwendet wurden. Von 1868 bis 1968 gab die Postverwaltung Fernando Poos ca. 250 unterschiedliche Briefmarken aus.

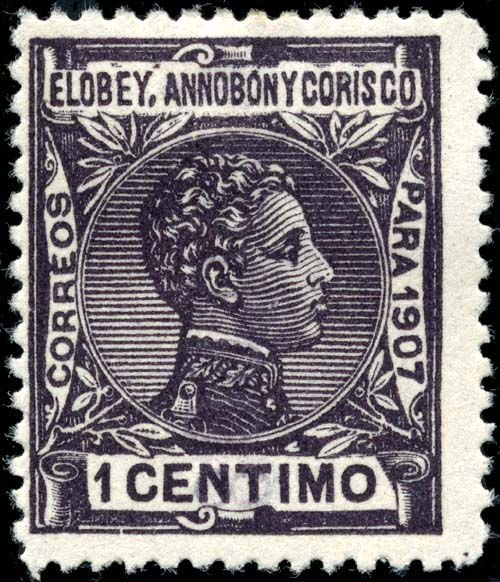
Briefmarke von Elobey, Annobon und Corisco, 1907

Die Inseln Elobey, Annobón und Corisco bildeten kurzzeitig von 1903 bis 1910 ein eigenständiges Postgebiet, in dem ca. 50 Briefmarken herausgegeben wurden, bevor das Postgebiet mit dem festländischen Teil der spanischen Besitzungen zusammengelegt wurde.

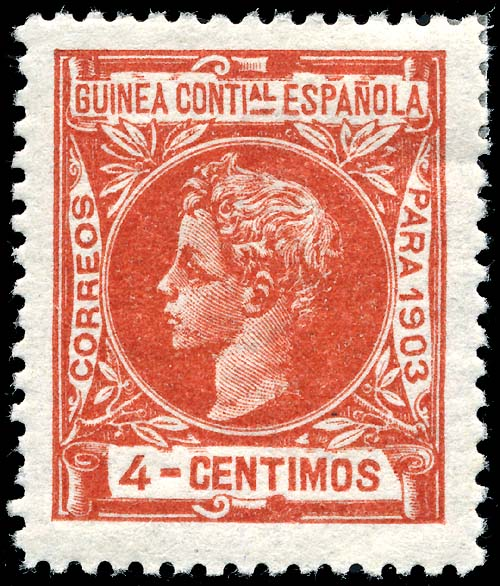
Briefmarken für den festländischen Teil Spanisch-Guineas von 1903

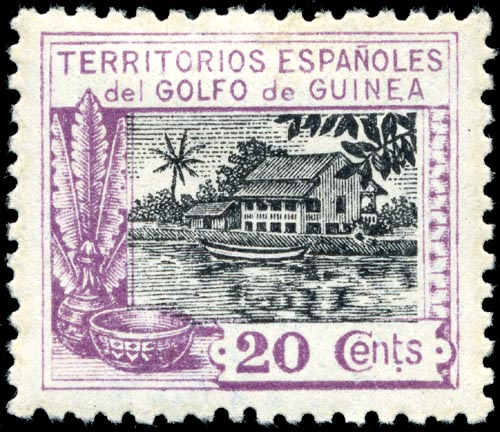
Briefmarke für die Kolonie Spanisch-Guinea von 1924

Für das Festland wurden von 1903 bis 1910 Briefmarken mit der Bezeichnung Guinea Continental Española ausgegeben, nach der Eingliederungen der Inseln Elobey, Annobon und Corisco wurde die Bezeichnung Territorios Españoles del Golfo de Guinea verwendet, später verkürzt zu Guinea Española.
1959 bis 1968 trennte die spanische Kolonialverwaltung die Insel Fernando Poo wieder von Spanisch-Guinea, das von 1960 bis 1968 als Postgebiet Rio Muni eigene Marken erhielt.
1968 mit der Unabhängigkeit begann die Geschichte der neuzeitlichen Briefmarken von Äquatorialguinea, die wie bei vielen Volksrepubliken in einer Inflation der Neuausgaben mündete, die im Jahr 1976 mit fast 350 Briefmarken, meist in großen Formaten, gipfelte. Das Drucken der Briefmarken erfolgte bei privaten Agenturen im Auftrag des Staates und war auf Sammler als Devisenbringer ausgerichtet. Es überstieg bei weitem den Bedarf für die Briefpost. Hinzu kamen noch Fälschungen und illegale Aufdrucke der Briefmarken die den Markt überschwemmten.
Erst nach dem Putsch von 1979 kehrte das Land zu einer Ausgabepolitik von weniger als 30 Marken pro Jahr zurück, was für den Postbedarf ausreicht. Damit wurden bis heute ca. 2400 Briefmarken und darunter viele Blocks gedruckt.    

## Währungen
Die Briefmarken wurden zunächst in der spanischen Währung Peseta (Untereinheit Centimo) und von 1899 bis 1900 in Peso (Untereinheit Milesima) herausgegeben. Die neugegründete Republik führte 1968 die Währung Peseta Guineana ein, in der Briefmarken bis 1976 herausgegeben wurden. Von 1975 bis 1985 galt die Währung Ekuele. Von 1984 bis heute werden die Briefmarken in Zentralafrikanischen Franc herausgegeben, einer Gemeinschaftswährung mit französisch beeinflussten Nachbarländern.

## Mitgliedschaften
Äquatorialguinea wurde kurz nach der Staatsgründung am 12. November 1968 Mitglied der Vereinten Nationen. Am 24. Juli 1970 wurde das Land Mitglied des Weltpostvereins (UPU), ohne jedoch für lange Zeit dessen Regeln zu beachten.